# Christian Bartholmèss
Christian Bartholmèss (Schweighouse-sur-Moder, 26 febbraio 1815 – Norimberga, 31 agosto 1856) è stato uno scrittore, filosofo e critico letterario francese.

## Biografia
Dottore in teologia (Parigi, 1839) e Dottore di lettere (Parigi, 1850), Bartholmèss fu professore di teologia presso il seminario protestante.
il 24 giugno 1847 divenne socio dell'Accademia delle scienze di Torino.
Fu eletto corrispondente dell'Accademia delle Scienze morali e politiche, del dipartimento di filosofia nel 1854.

## Pubblicazioni
- (FR) Jordano Bruno, Parigi, Ladrange, 1846.
- (FR) Huet, évêque d’Avranches - Le Scepticisme théologique, Parigi, Ducloux et Co., 1850.
- (FR) Histoire critique des doctrines religieuses de la philosophie moderne, Parigi, Ch. Meyrueis, 1850-1851.
- (FR) Le Grand Beausobre et ses amis - La Société française à Berlin entre 1685 et 1740, Paris, Joël Cherbuliez, 1854.
- (FR) Histoire critique des doctrines religieuses de la philosophie moderne, Parigi, C. Meyrueis et compagnie, 1855.
- (FR) Histoire philosophique de l’Académie de Prusse depuis Leibniz jusqu’à Schelling, particulièrement sous Frédéric-le-Grand, Parigi, Franck, 1855.